# Psychotria breedlovei
Psychotria breedlovei là một loài thực vật có hoa trong họ Thiến thảo. Loài này được Lorence miêu tả khoa học đầu tiên năm 1994.